# Referendum aborcyjne w Gibraltarze w 2021
Referendum aborcyjne w Gibraltarze zostało przeprowadzone 24 czerwca 2021.

## Stan prawny obowiązujący przed referendum
Na mocy art. 162 Crimes Act 2011 aborcja na Gibraltarze jest nielegalna w każdym przypadku. Kobiecie dokonującej aborcji, jak również osobie przeprowadzającej aborcję, grozi kara dożywotniego pozbawienia wolności.

## Podłoże referendum
12 lipca 2019 Parlament Gibraltaru stosunkiem głosów 10-7 uchwalił Crimes (Amendment) Act 2019. Legislacja znosi restrykcje dotyczące aborcji w przypadkach, kiedy:
- ciąża zagraża życiu matki
- kontynuowanie ciąży spowoduje dożywotnią utratę zdrowia fizycznego lub psychicznego matki
- występuje znaczne ryzyko śmiertelnej choroby dziecka
- kiedy ryzyko pogorszenia zdrowia psychicznego lub fizycznego matki związane z kontynuowaniem ciąży jest wyższe, niż gdyby było w przypadku dokonania aborcji (niniejsza przesłanka obowiązuje do 12 tygodnia ciąży)

Parlament jednogłośnie zdecydował o zarządzeniu referendum dotyczącego wspomnianej legislacji. Pierwotnie miało się ono odbyć 19 marca 2020, jednak 12 marca 2020 zostało przełożone ze względu na pandemię COVID-19. W referendum czynne prawo wyborcze posiadały osoby od 16. roku życia.
Pytanie referendalne brzmiało "Czy Crimes Amendment Act 2019, określająca okoliczności, które zezwalałyby na aborcję w Gibraltarze, powinna wejść w życie?".

## Wynik referendum
Większość wyborców opowiedziała się za postulatem referendalnym. Sekretarz Generalny Gibraltaru Fabian Picardo zapowiedział, że Crimes Amendment Act 2019 wejdzie w życie w ciągu 28 dni od ogłoszenia wyniku referendum.
| Wynik referendum | Wynik referendum | Wynik referendum |
| ---------------- | ---------------- | ---------------- |
| Odpowiedź        | Liczba głosów    | %                |
| Tak              | 7 656            | 62,88            |
| Nie              | 4 520            | 37,12            |
| Głosy ogółem     | 12 343           | 100              |
| Głosy ważne      | 12 176           | 98,65            |
| Głosy nieważne   | 167              | 1,35             |